# Castañar de Béjar
El Castañar de Béjar es un paraje natural y una localidad del municipio de Béjar, de la provincia de Salamanca, en Castilla y León (España).

## Cultura

### Fiestas
El Castañar comparte fiestas con Béjar, siendo el 8 de septiembre en honor a la Virgen del Castañar, patrona también de Béjar. Este día, por la mañana, se celebra una romería desde el santuario, hasta el mirador del Castañar. También hay mercadillo y procesión. Por la tarde en la Plaza de toros de El Castañar se celebran varias corridas de toros.

## Demografía
En el año 2010 tenía una población de 94 habitantes, de los cuales 45 eran varones y 49 eran féminas. Es una de las localidades con más subida de población en muy poco tiempo, sobre todo es de gente que vivía en Béjar y se ha trasladado para alejarse de la ciudad. Ha pasado de 23 hab. (INE 1980) a 97 hab. (INE 2012). A 1/1/2015 registraba una acusada bajada tras el dato del año anterior.
| Gráfica de evolución demográfica de Castañar de Béjar entre 1900 y                       |
|                                                                                          |
| Fuente: Instituto Nacional de Estadística de España - Elaboración gráfica por Wikipedia. |

## Monumentos
- Plaza de toros de El Castañar, (1711-actualmente): Es la plaza de toros redonda más antigua de España, apodada "La Ancianita", y catalogada Bien de Interés Cultural en 1997. Tiene un diámetro de ruedo de 41 metros, una capacidad de 3500 espectadores y 3 pisos de altura.

- Santuario de la Virgen del Castañar: Es una ermita de grandes dimensiones situada en lo alto de la localidad, construida aproximadamente en el siglo XVII-XVIII. En su interior se encuentra en el altar mayor la patrona de Béjar y El Castañar, la virgen homónima. El campanario se encuentra separado de la iglesia y tiene una altura de unos 30 metros.

## Entorno
Es uno de los parajes más conocidos de Béjar. Desde El Castañar se accede a muchas rutas de senderismo por la sierra de Béjar, por ejemplo la Peña de la Cruz, Peña Negra, Llano Alto, Fuente del lobo, Candelario, Pantano de Navamuño etc. Está a 74 kilómetros de la capital provincial y a una altitud media de 1060 metros. El Castañar está a unos 2 kilómetros de la localidad de Béjar, a unos 74 kilómetros de Salamanca, a unos 113 kilómetros de Ávila y a 145 kilómetros de Cáceres.

## Economía
La economía local de El Castañar es el turismo, como en Béjar, Candelario, Navacarros, Vallejera de Riofrío y La Hoya, debido a la cercanía de la Estación de esquí de La Covatilla. Cuenta con un albergue, un hotel y 2 restaurantes, y en verano abren decenas de chiringuitos. Aun así, sobre todo sus gentes viven por los empleos ofrecidos en Béjar.

## Clima
Tiene un clima continental; en invierno, las precipitaciones son abundantes, y son de nieve 21 días al año, ya que la temperatura media es de 3.6 °C. Las primaveras son cortas y poco lluviosas, y el otoño es más frío y lluvioso. El verano es cálido y seco, pero corto, aunque se llega a alcanzar los 37 °C.

## Vegetación
Su vegetación se compone de un amplio bosque de castaños, de ahí su nombre. Junto a los castaños también crecen pinos rodenos y robles.
- Datos: Q5756717